# 테이크오프: 파도위에 서다
테이크오프: 파도위에 서다는 한국에서 제작된 강대희 감독의 2020년 드라마 영화이다. 박서진 등이 주연으로 출연하였다.

## 출연

### 주연
- 박서진
- 조재윤
- 임시현

### 조연
- 이지현
- 홍금단
- 송찬미

## 제작진
- 제작총괄: 강대희
- 프로듀서: 이원정
- 프로듀서: 도영훈
- 제작지원: 신성섭
- 제작지원: 조재윤
- 촬영부: 권상준
- 촬영부: 강현우
- 촬영부: 최제성
- 조명: 김욱
- 조명: 강지현
- 조명부: 손창영
- 조명부: 이동기
- 조명부: 김용현
- 조명부: 이남기
- 조명부: 이동민
- 수중촬영: 박지훈
- 연출부: 이태나
- 조감독: 배채윤
- 동시녹음: 배채윤
- 녹음: 이태규
- 녹음: 윤성기
- 녹음: 조우진
- 녹음: 배채윤
- 사운드: 김정환
- 사운드디자인: 박성복
- 사운드슈퍼바이저: 김정환
- 음악지원: 이영우
- 작곡: 김형준
- 작곡: 리상우
- 작곡: 하일
- 작곡: 창이
- 시각효과: 문병용
- 의상: 조희란
- 편집보: 이현명
- 편집보: 신문경
- 편집보: 박지연
- 마케팅총괄: 정상민
- 일러스트: 최승원
- 디지털색보정: 정혜리
- 캐스팅: 강홍렬
- 항공촬영: 강대희
- 소품협찬: 이시연
- 현지 코디네이터: 송찬미
- 현장사진: 이경섭
- 사운드팀: 김준영
- 사운드팀: 김소윤
- 디지털색보정: 김준영
- 디지털색보정: 김소윤
- 디지털색보정: 오정현
- 디지털색보정: 양미르
- 디지털색보정: 이가영
- 디지털색보정: 김경아
- 영어 번역: 윤혜정
- 프랑스어 번역: 신문경
- 프랑스어 번역: 김정윤
- 자막: 신문경
- 캘리그라피: 강숙
- 포스터: 박경돈
- 예고편: 박경돈
- 국내배급총괄: 정상민
- 국내배급관리: 임아현
- 마케팅관리: 임아현
- 국내배급진행: 양소현
- 마케팅진행: 양소현
- 회계관리: 임아현
- 회계관리: 김종운
- 촬영장비: 김준영
- 촬영장비: 윤소라
- 촬영장비: 배광수
- 녹음장비: 이승철
- 녹음장비: 이태규
- 녹음장비: 정현수
- 매니저부문: 류경모
- 매니저부문: 이진성
- 매니저부문: 구광년
- 매니저부문: 조인경
- 매니저부문: 김진경
- 매니저부문: 김민지